# Radio aliena Hasselblad
Radio aliena Hasselblad è un romanzo di fantascienza di Franco Ricciardiello.
Il titolo è un calco da Radio libera Albemuth di Philip K. Dick, autore citato espressamente come ispirazione: Ricciardiello ha dichiarato in un'intervista che "La trama del mio libro è simile al film di Mother Goose che Horselover Fat vede al cinema in Valis".

## Trama
La fotografa Roberta Rastelli viene inviata dalla rivista musicale Dernier Sioux a documentare un concerto del gruppo hardcore Radical Belt, durante il quale si scatena un violento temporale; un fulmine colpisce il palco proprio nel momento in cui Roberta scatta un primo piano della cantante Kimberley (Kim) Miranda. La segue per un autografo nei camerini dove Kim sembra frastornata, incapace di rispondere alle domande.
Nel cuore della notte Roberta riceve una telefonata da Kim, alla quale ha consegnato il proprio biglietto da visita. La cantante sostiene di essere stata “invasa” da una personalità estranea nel momento in cui il fulmine è caduto, e chiede aiuto a Roberta che accetta di ospitarla a casa sua. L'immagine scattata al concerto mostra un sottile raggio di luce verde che colpisce gli occhi della cantante; da quel momento, Kim ha scoperto di possedere pensieri e ricordi che non possono essere suoi. Accetta di farsi ipnotizzare da Roberta, che ha una certa esperienza, e una volta in trance viene “sostituita” dall'identità di un generale dei servizi segreti sovietici di nome Alpers, che pretende di essere stato resuscitato dagli extraterrestri e di avere un messaggio per Falco, il marito di Roberta.
Mentre Kim parla con la voce di Alpers, la sua mano scrive un lungo racconto in lingua russa, che Roberta decide di far tradurre al nonno materno Cris, polacco di nascita. Il contenuto è sorprendente: si tratta del resoconto della caduta di Berlino nell'aprile 1945 scritto in prima persona da Alpers, ufficiale dello Smerš (il controspionaggio sovietico durante la seconda guerra mondiale); il suo incarico era a cattura di Hitler o dell'identificazione del suo cadavere.
Il generale è stato incaricato dagli extraterrestri di smascherare una frode medico-legale sull'identità del cadavere attribuito a Eva Braun, la donna che Hitler sposò il giorno stesso del suicidio; ha quindi bisogno di Falco, che si trova a Berlino per girare un documentario proprio su Adolf Hitler. Roberta convince il nonno a accompagnarla nella capitale tedesca, dove si reca anche Kim per il prossimo concerto della band.
Alpers comunica trasmettendo dal disco volante in cui si trova in orbita alla vecchia macchina fotografica Hasselblad di Roberta. A Berlino, Falco ascolta la storia del disco volante; siccome sta già indagando per ragioni professionali sulla possibilità che il corpo rinvenuto dai russi accanto al cadavere cremato di Hitler non fosse la moglie, accetta di approfondire. Riesce anzi a procurarsi un verbale proveniente dagli archivi del KGB dal quale risulta che i resti dei corpi carbonizzati sono stati segretamente distrutti il 5 aprile 1970 in una caserma della DDR.
Nonno Cris traduce una seconda trasmissione d'informazioni, il resoconto di come dopo la guerra Alpers sia stato trasferito al programma spaziale sovietico per indagare su numerosi avvistamenti di UFO sospettati di essere armi segrete USA. Il generale morì accidentalmente durante un primo contatto con gli alieni, e riprese coscienza nel disco volante dove la sua memoria è stata duplicata.

Grazie ai permessi di filmare, Falco accede agli archivi dei dentisti della DDR, che confrontano con lo schema dentario dell'autopsia di Eva Braun; in questo modo risalgono a una donna morta da pochi anni: Leni affidò la propria testimonianza a samizdat clandestini, affermando di avere incontrato nel 1944 degli extraterrestri ("i Dolcissimi") che osservano di nascosto il pianeta: le avrebbero rivelato di essere la gemella di un'altra donna alla quale era destinata a sostituirsi per favorire la pace. Alpers sostiene che gli alieni individuarono in Adolf Hitler il principale responsabile dell'olocausto, e in Eva Braun il modo più semplice per raggiungerlo. Leni sarebbe un clone destinato a sostituire Eva, progetto abbandonato con la caduta di Berlino.
A questo punto, colpo di scena: nonno Cris costringe la nipote a accettare la verità. Kim non esiste, è una proiezione del suo inconscio schizofrenico. Roberta si rende improvvisamente conto che è vero, ricorda la tensione estrema della sua vita di pochi giorni prima, lo choc per la separazione da Falco. Ha proiettato su una Kim ideale una parte di se stessa, e per giorni interi è stato come vivere insieme a un'altra persona, che adesso non c'è più. Anche le allucinazioni auditive di Alpers sono tipiche della schizofrenia.
Libera dal suo alter ego spregiudicato (Kim) e dalla voce della sua razionalità (Alpers), Roberta accompagna il nonno nella sua città natale in Polonia, dove non mette piede da cinquant'anni. Nel 1942 assistette all'esecuzione di massa di migliaia di ebrei, che era stato costretto a seppellire. Riconciliata con l'allucinante verità delle atrocità umane, Roberta sembra riacquistare il senso della realtà; ma al momento di rientrare in Italia, durante un temporale viene colpita da un raggio verde che le trasmette un messaggio dal disco volante di Alpers. Il romanzo termina con questa trascrizione.
Le SS obbligano il giovane Krysztof, insieme a numerosi altri polacchi, a scavare una grande fossa nel bosco nella quale seppelliscono vivi centinaia di ebrei. Questa esperienza segnerà per sempre la vita di nonno Krysztof, che dopo la guerra fuggirà all'estero per scappare dall'orrore dei ricordi. L'equipaggio di un disco volante assiste all'episodio, disorientato dalle vibrazioni di sofferenza delle vittime. Da questo momento, gli extraterrestri decideranno di fermare le atrocità dell'olocausto.

## Personaggi
Protagonisti
- Roberta Rastelli – Fotografa della rivista Dernier Sioux
- Pavel Semënovič Alpers – ex ufficiale dello Smerš
- Krysztof (Cris) Witzkowski – nonno materno di Roberta, ex volontario della guerra di Spagna

Personaggi principali
- Leni Braun – esperta di UFO
- Kimberley (Kim) Miranda – vocalist della band Radical Belt

Altri personaggi
- Eramanno Cafiero – giornalista di Dernier Sioux, ha una relazione con Roberta
- Falco Cardini – regista televisivo, ex marito di Roberta
- Dora – segretaria di produzione nella troupe di Falco Cardini
- Dundee Hull – marito di Kim e musicista dei Radical Belt

## Critica

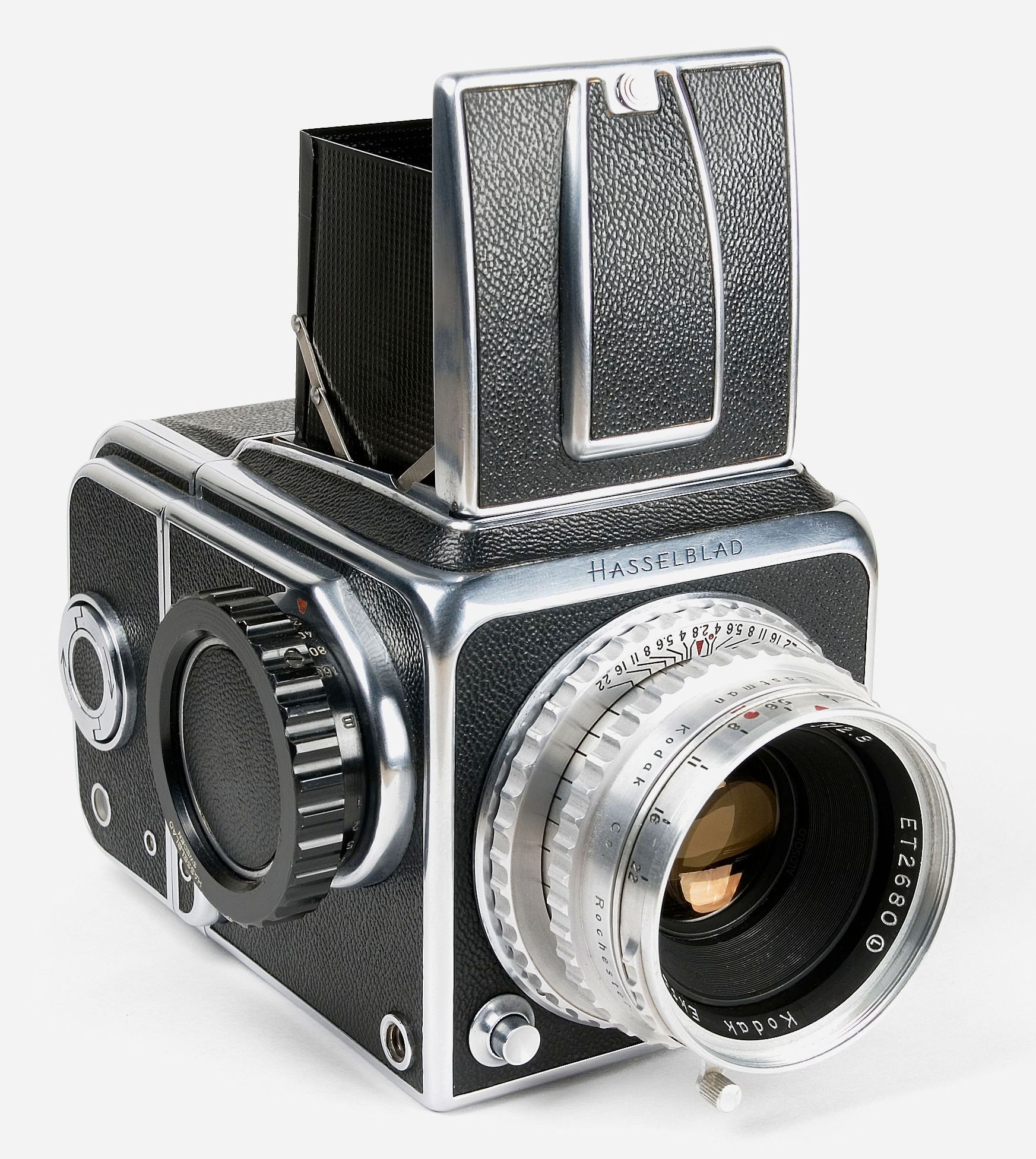
Una fotocamera della svedese Hasselblad Ab

Dopo la pubblicazione nel 1998 del precedente Ai margini del caos nella stessa collana, vincitore del Premio Urania sebbene concepito con le convenzioni narrative del thriller, l'autore inserisce in questo romanzo di fantascienza l'"elemento alieno" espressamente richiesto dal curatore di Urania, Giuseppe Lippi.
Non è difficile rintracciare elementi in comune tra i due romanzi, al punto che c'è chi li considera una sorta di ciclo unico: per citare qualche esempio di continuità: la gag dell'incipit, i cinque apocrifi che riportano le trascrizioni in prima persona dei protagonisti che hanno vissuto l'esperienza, l'argomento 'morte di Hitler', l'ambientazione tra Torino e la Germania.
Questo è vero anche per tutta una serie di situazioni, di segni e di rimandi che collegano il tessuto narrativo dei due romanzi, ma con uno spostamento intenzionale di significato che spiazza il lettore che vorrebbe trovare delle simmetrie.
Per Claudio Asciuti, Ricciardiello sembra giocare la medesima carta di Ai margini del caos, ma finisce con il ribaltarla: Vic era ossessionata da un motivo vero, Roberta è afflitta da una sindrome di tipo schizofrenico e tutto quel che è accaduto, a partire dal raggio verde che ha creduto di vedere, è stato una sorta di gigantesco delirio ben strutturato: Kimberley, la “radio aliena” e la spettrale entità di Alpers. Questo colpo di scena, di cui (retrospettivamente) si intuisce la preparazione, è piuttosto sconcertante e proprio per questo finisce con il definire il romanzo meno fantascientifico di quanto non sembri a prima vista.
Il romanzo ha ricevuto l'accusa di sfruttare la tragedia della Shoah per ottenere effetti narrativi splatter, oppure di svalutare la tragedia dei campi di concentramento accostandola a una trama alla X-Files. Il complesso sistema di citazioni di questo romanzo è un omaggio a P.K. Dick, in quanto autore che ha sempre usato gli elementi più tipici della science-fitcion avventurosa (alieni, immortali, guerre galattiche) per piegarli alle sue straordinarie storie sul disagio di fronte alla modernità.
Radio aliena Hasselblad fu accusato di essere un romanzo filosovietico, e dal punto di vista strutturale di soffrire cambi di registro che disorientano il lettore, alternando tensione con lenti resoconti, fantasia quasi burlesca a immagini storiche. In particolare le scene con gli alieni stridono vicino agli eventi storici. Al contrario, lo scrittore Vittorio Catani ritiene che l'autore, muovendosi energicamente in controtendenza, non abbia mai rinunciato a un impianto etico forte, magari violento al punto da turbare il lettore.

## Citazioni
Il gruppo hardcore Radical Belt è una palese citazione dei Sonic Youth, richiamati anche nelle fonti indicate dall'autore in calce al libro. Kimberley Miranda e Dundee Hull assomigliano molto a Kim Gordon e al marito Thurston Moore, i membri più conosciuti della band statunitense. Anche alcuni titoli (inventati) di canzoni citati nel romanzo hanno un riferimento reale: per esempio Belt against racism rimanda a Youth against fascism.

## Edizioni
- Franco Ricciardiello, Radio aliena Hasselblad, Urania n. 1440, Arnoldo Mondadori Editore, 2002,  p. 266.
- Franco Ricciardiello, Radio Hasselblad, eBook, Tristero, 2015,  p. 202, ASIN B015M48M44.